# Andrzej Mucek
Andrzej Stanisław Mucek (ur. 18 listopada 1952 w Szczurowej) – polski samorządowiec, rolnik i urzędnik, w latach 2002–2003 wicemarszałek województwa zachodniopomorskiego.

## Życiorys
W 1972 ukończył Technikum Rolnicze w Wojniczu, zdobył także wykształcenie wyższe. Później przeniósł się na Pomorze Zachodnie, do Nowogardu, gdzie zamieszkał. Kierował lokalnym PGR-em, później prowadził własne wielkopowierzchniowe gospodarstwo rolne.
W wyborach samorządowych w 1998 bezskutecznie ubiegał się o mandat radnego  powiatu goleniowskiego z listy koalicji Przymierze Społeczne. Zaangażował się w działalność Samoobrony RP, został m.in. przewodniczącym jej struktur w Goleniowie. Z jej listy w 2002 bez powodzenia ubiegał mandat radnego sejmiku zachodniopomorskiego (zdobył 3559 głosów) i o fotel burmistrza Nowogardu (zajął 5. miejsce wśród 7 kandydatów). 9 grudnia 2002 został powołany na stanowisko wicemarszałka województwa zachodniopomorskiego, odpowiedzialnego m.in. za rolnictwo. W związku z decyzją na szczeblu krajowym o wystąpieniu Samoobrony z koalicji z SLD w kwietniu 2003 złożył rezygnację z zajmowanej funkcji. Po upływie miesiąca bez rozpatrzenia jej przez sejmik zakończył urzędowanie 31 maja 2003 (faktycznie przestał działać w zarządzie już 15 maja). W 2006 bez powodzenia kandydował do rady miejskiej w Nowogardzie. Od około 2004 przez kilkanaście lat sprawował funkcję dyrektora Wydziału Ochrony Środowiska, Rolnictwa i Leśnictwa w Starostwie Powiatowym w Goleniowie.